# نفرین لیورونا
نفرین لیورونا (انگلیسی: The Curse of La Llorona) فیلمی آمریکایی در ژانر ترسناک است که در سال ۲۰۱۹ منتشر شد. این فیلم پیش‌درآمدی از فیلم‌های احضار است و ششمین فیلم در مجموعه فیلم‌های دنیای سینمایی احضار محسوب می‌شود. از بازیگران آن می‌توان به لیندا کاردلیانی، پاتریشیا ولاسکوئز، سین پاتریک توماس، و ریموند کروز اشاره کرد.
کارگردانی این اثر بر عهده مایکل چاوز بوده که چندی پیش به عنوان کارگردان فیلم احضار۳ انتخاب شد.
جیمز وان خالق دنیای سینمایی احضار در قسمت سوم فیلم احضار به همراه پیتر سفرن به عنوان تهیه‌کننده حضور دارد.

## داستان
داستان فیلم دربارهٔ زنی بنام لیورونا است. زنی گریان، شبحی ترسناک که میان بهشت و جهنم گیر افتاده و در سرنوشتی مهر و موم شده و شکل گرفته به دستان خودش، گرفتار شده‌ است. او در زمان حیاتش به خاطر یک خشم ناگهانی ار خیانت همسرش، مهم‌ترین علاقه‌ی او یعنی فرزاندانشان را در رودخانه‌ای خروشان غرق می‌کند و سپس پس از گریه‌های فراوانِ ناشی از رنج‌هایش، خودش را به موج‌های رودخانه می‌سپارد. حال اشک‌های او جاودانه و مرگبار شده‌اند و هر کسی که ندای مرگ را به هنگام شب از سوی او بشنود، درگیر عذاب خواهد شد. لیورونا درون سایه‌ها می‌خزد و کودکان را طعمه خود می‌کند. فیلم نفرین لیورونا بر پایه جن زدگی مادری است که در ۱۹۹۰ میلادی اتفاق افتاده و این جن زدگی ۵ کشته در پی داشته است.